# КОРД
КОРД (абр. від Корпус оперативно-раптової дії) — підрозділи поліції особливого призначення головних управлінь Національної поліції в областях, Автономній Республіці Крим, м. Севастополі та м. Києві, що призначені для безпосереднього проведення спеціальних поліцейських операцій та інших заходів у сфері протидії злочинності, пов’язаних із підвищеною загрозою для життя і здоров’я поліцейських та імовірністю збройного опору.

## Історія
12 березня 2015 року міністр МВС Арсен Аваков у своєму звіті «100 днів діяльності Уряду: шлях до стабілізації» повідомив, що на базі батальйонів особливого призначення та спецпідрозділів МВС буде створено єдиний підрозділ спеціального призначення і дістане він назву КОРД (Корпус оперативно-раптової дії).

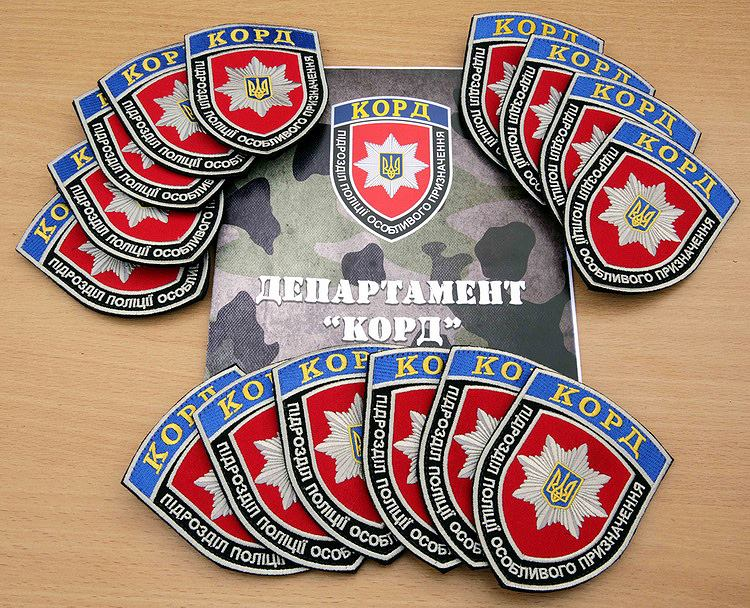
Нашивки спецпідрозділу Національної поліції України «КОРД»

28 жовтня 2015 року розпочався прийом кандидатів на базі Національної академії внутрішніх справ, розташованої у Києві. Всього тестування пройшли близько 1,3 тисяч претендентів на службу у спецпідрозділі поліції.
4 березня 2016 року перші 37 бійців групи «А» спецпідрозділу КОРД, пройшовши жорсткий відбір та двомісячний курс підготовки, приступили до виконання своїх обов'язків. Глава Національної поліції Хатія Деканоїдзе зазначила, що сьогодні в історії Національної поліції України ще один історичний день. За підтримки американських партнерів перші спецпризначенці, яких відібрали серед 900 кандидатів, отримали свідоцтва про проходження курсу підготовки. Впродовж двомісячного курсу навчання вони переймали досвід та тактику ведення поліцейських спеціальних операцій Управління боротьби з наркотиками (DEA) Міністерства юстиції США та прикордонного патруля BORTAC. Вісімдесят відсотків навчального курсу складали практичні заняття. До практичної частини увійшли зайняття з вогневої підготовки, яка є базовою дисципліною, а також тактики дій в екстремальних умовах, зокрема, приміщенні та лісовій місцевості. Крім того, кандидати отримали навички снайпінгу, бою на ножах, тактики дій при затриманні злочинців, які використовують авто. Теорія включала вивчення правових засад діяльності поліцейського спецпідрозділу, ознайомлення з кваліфікацією злочинів, проходження психологічної підготовки.
17 березня 2016 року у рамках створення Програми захисту свідків у складі КОРД Нацполіції стартували перші тренінги з US Marshal. А вже через два тижні 17 інструкторів групи «В» спецпідрозділу «КОРД» Національної поліції України отримали сертифікати про закінчення навчання. Також цього дня, першого квітня, розпочався відбір кандидатів до підрозділів «КОРД» по всій Україні. До спецпідрозділу заплановано набрати 3076 поліцейських.
22 липня 2016 року представник ФБР вручив українським бійцям сертифікати про закінчення базового курсу із застосуванням спеціальної зброї і тактики. Упродовж 10 діб інструктори Федерального бюро розслідувань США ділились досвідом затримання порушників правопорядку з бійцями поліцейського спецназу КОРД.
Загалом в 2016 році спецпідрозділи КОРД розпочали свою роботу в Києві, Київській, Сумській, Харківській, Донецькій і Рівненській областях. Особлива роль була відведена підрозділам саме в останніх двох областях, через специфіку роботи в прифронтових населених пунктах в Донецькій області та боротьбою з бурштиновою мафією в Рівненській області.
31 січня 2017 року бійці спецпідрозділу КОРД спільно з полком поліції «Київ» та батальйону особливого призначення кримінального та превентивного блоків ГУНП в Донецькій області були направлені в прифронтове місто Авдіївку на яку напередодні почався наступ з боку бойовиків та бандформувань. Усі бійці мають досвід роботи в умовах бойових дій та належну підготовку. Серед завдань правоохоронців — зберегти правопорядок та попередити мародерство. Для служби на лінії вогню поліцейські забезпечені спецтранспортом.
28 травня 2017 року в обстріляну терористами Красногорівку Донецької області для надання допомоги громадянам, а також для посилення охорони громадського порядку і зруйнованих адмінбудівель направлений спецпідрозділ КОРД. В облуправлінні поліції повідомили, що спецназівці нестимуть службу з охорони громадського порядку, евакуювати людей на бронетехніці у разі необхідності, здійснювати антитерористичні заходи.
22 червня 2018 року відбувся 14-й випуск бійців підрозділів поліції особливого призначення КОРД у Черкаській і Тернопільській областях. Цей випуск повністю завершив формування територіальних підрозділів КОРД в Україні.

## Завдання та функції
Підрозділи «КОРД» мають такі основні завдання та функції:
1. здійснення заходів у сфері протидії злочинності, які пов’язані з підвищеною загрозою для життя і здоров’я поліцейських, високою ймовірністю збройного опору та передбачають, що поліцейські повинні мати високий рівень фізичної підготовленості, професійної майстерності та вміння впевнено діяти в екстремальних умовах;
2. планування, підготовка та проведення спеціальних поліцейських операцій, спрямованих на:
  - затримання осіб, які чинять збройний опір, озброєних осіб, які погрожують застосуванням зброї та/або інших предметів чи застосовують її (їх), та інших осіб, протиправні дії яких загрожують життю і здоров’ю людей та/або поліцейського;
  - звільнення заручників;
3. затримання членів злочинних організацій та озброєних банд;
4. забезпечення в межах компетенції проведення уповноваженими органами (підрозділами) оперативно-розшукових заходів та слідчих (розшукових) дій у кримінальних провадженнях, які здійснюються щодо тяжкого або особливо тяжкого злочину, за наявності достатніх підстав вважати, що проведенню цих заходів (дій) буде чинитися збройний опір;
5. забезпечення особистої охорони осіб, узятих під захист;
6. участь у межах компетенції в забезпеченні безпеки, запобіганні вчиненню та припиненні протиправних посягань на життя, здоров’я поліцейських;
7. участь в антитерористичних операціях, що проводяться відповідно до Закону України «Про боротьбу з тероризмом»;
8. участь відповідно до законодавства та в межах компетенції у здійсненні завдань і заходів із підготовки та ведення територіальної оборони України та/або підтримання правового режиму воєнного стану в Україні чи в окремих її регіонах.

Бійці зведеної стріленької Бригади підрозділів поліції особливого призначення КОРД мають такі основні службові обов’язки:
- здійснення заходів із оборони України, виконання завдань територіальної оборони, забезпечення та здійснення заходів правового режиму надзвичайного або воєнного стану, у тому числі шляхом взаємодії з іншими складовими сектору безпеки і оборони України;
- виконання інших завдань із застосуванням будь-яких видів зброї (озброєння), спеціальних та технічних засобів відповідно до законодавства України;
- участь у заходах із забезпечення публічного порядку та безпеки громадян, зокрема під час здійснення заходів правового режиму надзвичайного або воєнного стану;
- виконання завдань із відсічі збройної агресії проти України у зоні ведення бойових дій, бойових розпоряджень під час відсічі збройної агресії проти України або ліквідації (нейтралізації) збройного конфлікту;
- участь у реалізації державної політики у сфері охорони прав і свобод людини, а також інтересів суспільства і держави, протидії злочинності, які пов’язані з підвищеною загрозою для життя і здоров’я поліцейських, високою ймовірністю збройного опору;
- виконання бойових завдань під координацією та керівництвом в межах компетенції «Корпусу оперативно-раптової дії» Національної поліції України із відсічі збройної агресії проти України у зоні ведення бойових дій, стримуванні збройної агресії у взаємодії з ЗСУ, ГУР, НГУ, ДПСУ та іншими складовими сил безпеки і оборони.

## Антитерористичні операції та російсько-українська війна
Найбільшу потребу у залученні КОРДу має кримінальний блок ГУНП в Донецькій області, у регіоні, де з 2014 року триває війна, де наявна велика кількість зброї, боєприпасів, і де люди, які вчиняють правопорушення, можуть бути озброєними. За відсутності спецназу до виконання спецоперацій по затриманню злочинців долучався батальйон особливого призначення ГУНП в Донецькій області.
У структурі обласного главку Донеччини сформований підрозділ КОРД, який нараховує більше 100 чоловік, має чергову частину, штаб, штат інструкторів, відділ інспектування, аналітиків, які розробляють спецоперації, та безпосередньо — команду спецназу з 70 чоловік.
28 жовтня 2016 року перші 17 бійців поліцейського спецпідрозділу завершили курс підготовки та отримали сертифікати КОРДу. Це — штурмовий загін, завданням якого в умовах бойових дій буде нейтралізація диверсійно-розвідувальних груп противника, затримання терористів, звільнення заручників. Більшість з них — бійці колишнього «Соколу», мають досвід служби в умовах АТО та брали безпосередню участь в спецопераціях на лінії розмежування.
Також підрозділи КОРД беруть участь у всеукраїнських антитерористичних навчаннях спільно з підрозділами СБУ, НГУ та ДПСУ. Так в 2016 році були проведені спільні навчання з звільнення посольства Держави Ізраїль в Києві, Міжнародного аеропорту «Бориспіль», Харківської ОДА та інших важливих об'єктів державного та міжнародного значення.
21 листопада 2017 року на полігоні Національної гвардії України в Нових Петрівцях, що на Київщині, за технічної допомоги Уряду США пройшли спільні навчання спецпідрозділів Національної гвардії України — «Омега», Державної прикордонної служби — «Дозор» та Національної поліції України — «КОРД». Спецпризначенці відпрацювали елементи безпарашутного десантування з гелікоптера із застосуванням різного обладнання, а також налагодили евакуацію групи із заданого району за допомогою спеціального каната.
06 березня 2022 року на Київщині співробітники Національної поліції з Корпусу оперативно-раптової дії знищили два танки російських окупантів. 19 березня 2022 року Президент України нагородив бійців КОРДу за службу. Про це повідомляє пресцентр Офісу президента: «Бійці КОРДу працюють над виявленням диверсійно-розвідувальних груп, реагують на оперативну інформацію щодо можливих дій ворога, долучаються до охорони адміністративних будівель державного значення та за потреби дають збройну відсіч ворожим силам. Хлопці, дякую за вашу роботу!»
02 квітня 2022 року у звільненому місті Буча Київської області спецпідрозділи Національної поліції України розпочали зачистку території від диверсантів та пособників російських військ.
22 травня 2022 року під час виконання службового завдання щодо захисту суверенітету та цілісності України загинули п'ятеро бійців елітного підрозділу «КОРД» із Рівненщини та Черкащини. Усі загиблі «кордівці» неодноразово захищали територіальну цілісність України в зоні АТО/ООС і віддали своє життя у боротьбі з російським агресором за нашу Батьківщину, зберегли вірність Присязі до кінця.

### Бригада підрозділів поліції особливого призначення КОРД
25 червня 2024 року для участі в бойових діях проти збройних формувань РФ у Нацполіції сформували зведену Бригаду підрозділів поліції особливого призначення КОРД.
Структурно бригада складається зі стрілецьких полків, що створюються при головних управліннях Національної поліції.
Бійці бригади мають такі основні службові обов’язки:
- здійснення заходів із оборони України, виконання завдань територіальної оборони, забезпечення та здійснення заходів правового режиму надзвичайного або воєнного стану, у тому числі шляхом взаємодії з іншими складовими сектору безпеки і оборони України;
- виконання інших завдань із застосуванням будь-яких видів зброї (озброєння), спеціальних та технічних засобів відповідно до законодавства України;
- участь у заходах із забезпечення публічного порядку та безпеки громадян, зокрема під час здійснення заходів правового режиму надзвичайного або воєнного стану;
- виконання завдань із відсічі збройної агресії проти України у зоні ведення бойових дій, бойових розпоряджень під час відсічі збройної агресії проти України або ліквідації (нейтралізації) збройного конфлікту;
- участь у реалізації державної політики у сфері охорони прав і свобод людини, а також інтересів суспільства і держави, протидії злочинності, які пов’язані з підвищеною загрозою для життя і здоров’я поліцейських, високою ймовірністю збройного опору;
- виконання бойових завдань під координацією та керівництвом в межах компетенції "Корпусу оперативно-раптової дії" Національної поліції України із відсічі збройної агресії проти України у зоні ведення бойових дій, стримуванні збройної агресії у взаємодії з ЗСУ, ГУР, НГУ, ДПСУ та іншими складовими сил безпеки і оборони.

### Втрати
1. Валецький Віталій — лейтенант, 4 грудня 2016, Княжичі[19].
2. Теліпайло Костянтин Вікторович — лейтенант, 15 березня 2022, Маріуполь[20].
3. Прудкий Олег Вікторович — капітан, 22 травня 2022, Запорізька область[21].
4. Андрій Оксенюк — старший лейтенант. 22 травня 2022, Запорізька область[22].
5. Василь Нисинець — капітан, 22 травня 2022 у Запорізькій області.[23].
6. Cамойленко Микола, рядовий, 19 січня 2023, Донецьк (менінгіт)[24].
7. Мельниченко Віктор Юрійович — капітан, 13 лютого 2023, Бахмут.
8. Бондарчук Богдан Вікторович — лейтенант, 13 лютого 2023, Бахмут[25].
9. Демідовець Михайло Михайлович - капрал, 20 листопада 2024[26]

## Структура
Підрозділи «КОРД» складаються з організаційно поєднаних структурних підрозділів (відділів, відділень, секторів).
Департамент «КОРД» здійснює методичне забезпечення службової діяльності підрозділів «КОРД». Заходи з питань планування, організації і забезпечення професійного навчання поліцейських підрозділів «КОРД» розробляються та здійснюються відповідно до законодавства за участю Департаменту «КОРД».
Залежно від специфіки функцій, посадових (функціональних) обов'язків, покладених на поліцейських, структурні підрозділи поділяються на два типи:
- тип «А» (штурмові підрозділи) — відділи (відділення, сектори), які призначені для безпосереднього проведення спеціальних поліцейських операцій та інших заходів у сфері протидії злочинності, пов'язаних із підвищеною загрозою для життя і здоров'я поліцейських, імовірністю збройного опору, та служба в яких передбачає, що поліцейські повинні мати високий рівень фізичної підготовленості, професійної майстерності, зокрема володіння спеціальними тактичними навичками, а також вміння впевнено діяти в екстремальних умовах;
- тип «Б» (підрозділи забезпечення) — відділи (відділення, сектори), призначені для забезпечення діяльності структурних підрозділів типу «А».

## Основні принципи комплектування
Підрозділи спеціальних операцій комплектуються на добровільних засадах і контрактній основі особами, які:
1. Мають досвід практичної роботи (служби) в органах внутрішніх справ, Національній поліції, Збройних силах, Службі безпеки України не менше трьох років.
2. Брали участь у проведенні антитерористичної операції у складі підрозділів, утворених відповідно до законодавства України.
3. Пройшли співбесіду із керівництвом Департаменту КОРД.
4. Пройшли спеціальне психологічне та медичне обстеження, за результатами яких визнані придатними до проходження служби у підрозділах проведення спеціальних операцій.
5. Успішно здали нормативи з фізичної підготовки та пройшли п'яти-добовий курс на витривалість.
6. Пройшли спеціалізоване навчання у Департаменті організації діяльності Корпусу оперативно-раптової дії та успішно здали іспити.

Кандидат (за наявності його згоди) на заміщення посади у відділі проведення спеціальних операцій спецпідрозділу КОРД може бути опитаний спеціалістом служби із застосуванням комп'ютерного поліграфа.

## Оснащення
Спорядження команд «КОРД» розроблено для різних особливих ситуацій, включаючи ближній бій в міському середовищі. Спецпризначенці забезпечуються літнім (камуфляж MULTICAM) і зимовим (камуфляж НАТО A-TACS AU) форменим одягом та взуттям встановленого зразка, а також засобами індивідуального захисту (протигази, шоломи, бронежилети, протиударні та балістичні щити, захист для рук і ніг).

### Озброєння
Підрозділи «КОРД» використовують пістолети, автомати, карабіни, дробовики і снайперські гвинтівки. Допоміжні тактичні засоби, такі як, поліцейські собаки, світлошумові гранати і гранати зі сльозогінним газом.
Станом на початок 2016 року бійці спецпідрозділу КОРД отримали пістолети Glock 17 та Jericho 941, пістолети-кулемети HK MP5, дробовики Форт-500, автомат Форт-221, карабіни UAR-10 та UAR-15, кулемети Форт-401, ручні гранатомети Форт-600, снайперські гвинтівки Форт-301 та Barrett M107A1.
Для швидкого злому дверей (замків, петель або руйнування всієї дверної рами) можуть використовувати тарани, дробовики з руйнівними зарядами, вибухові пакети.
Під час забезпечення громадської безпеки на масових заходах команди «КОРД» також використовують нелетальну зброю: тазери, балончики з перцевою сумішшю, дробовики з гумовими набоями, зброю, що стріляє кульками з перцем, гранати зі сльозогінним газом, світлошумові гранати.

### Техніка
Бійці групи «А» (штурмові загони) для роботи на лінії вогню забезпечені бронеавтомобілями  Козак-7, Спартан та Варта, які були розроблені спеціально для поліції особливого призначення.
Для уникнення виявлення підозрюваними в ході операцій також використовуються модифіковані автобуси, фургони, вантажівки та інші транспортні засоби, які виглядають як звичайні машини. Зокрема це броньовані Toyota Land Cruiser, Volkswagen T6, Peugeot Boxer.
Також поліцейськими активно використовуються вертольоти для повітряної розвідки, перевезенні особового складу, поранених або затриманих. Для цього в розпорядженні спецпідрозділу є гелікоптери Мі-8МСБ-В.

## Галерея

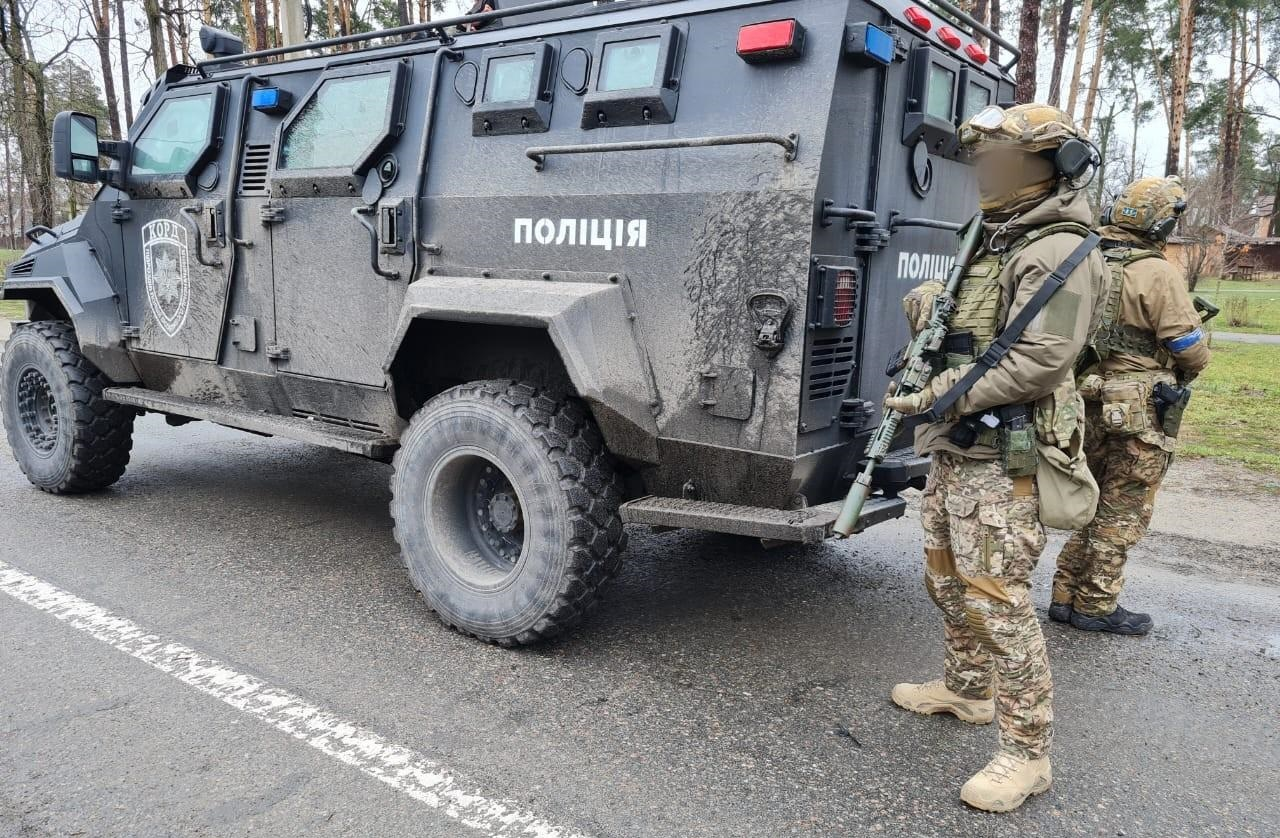
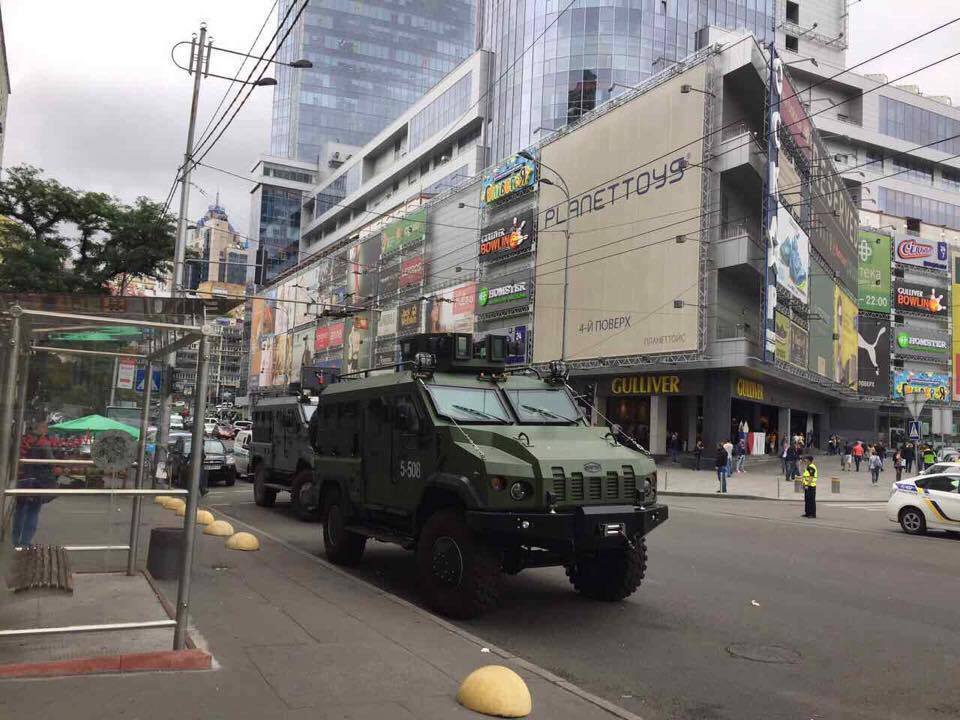
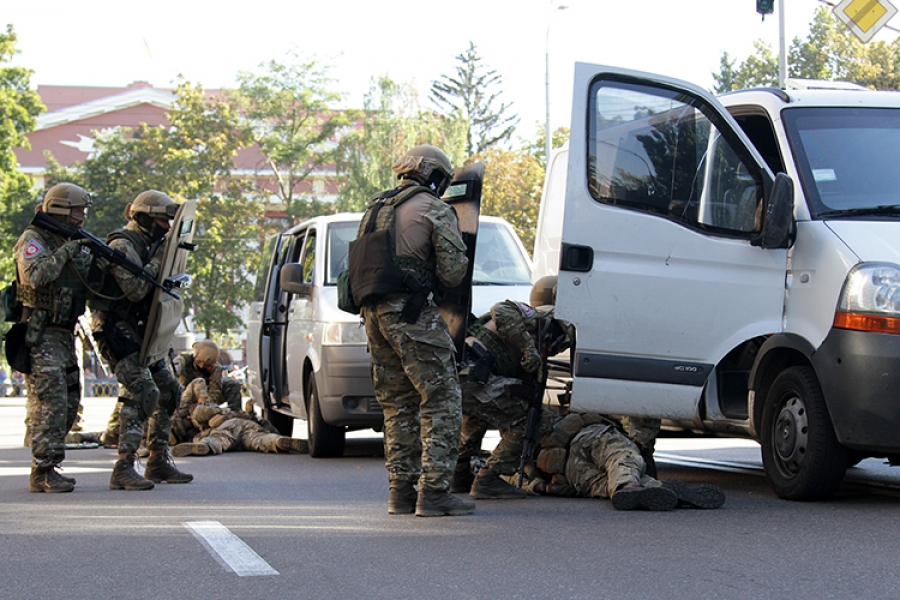
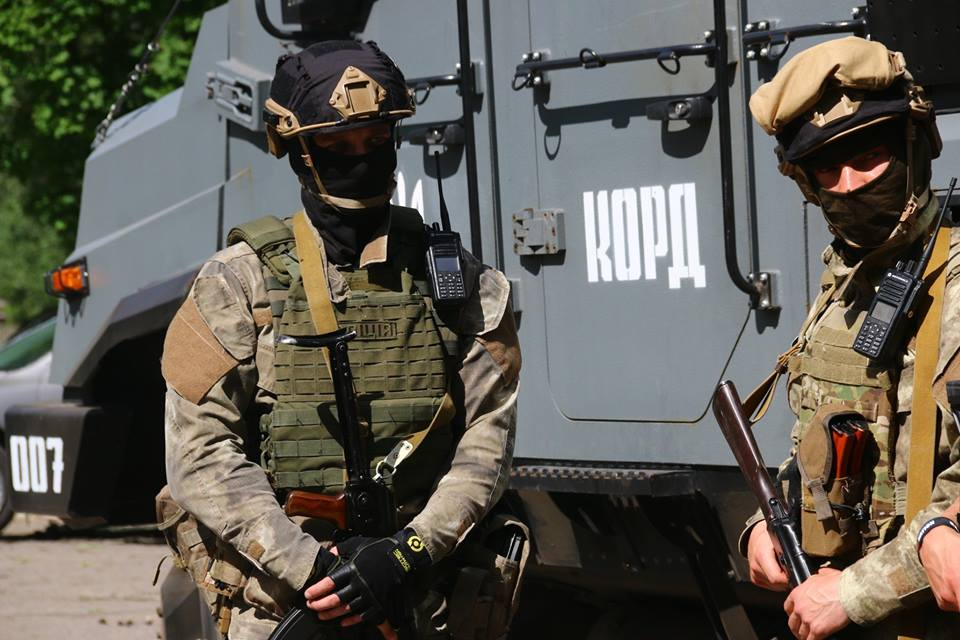
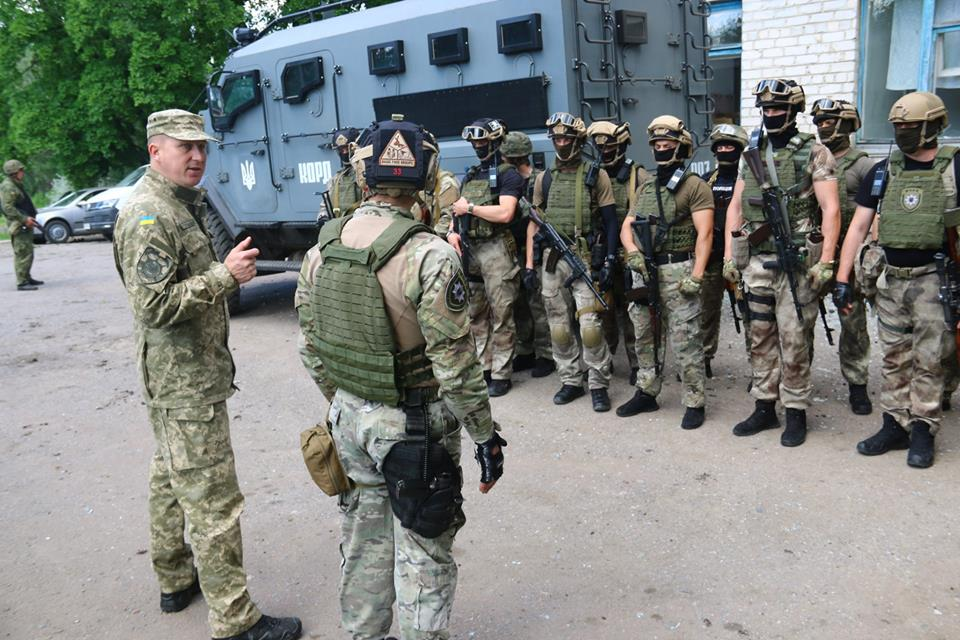

## У культурі
Художній фільм «Тенет» — за сюжетом, у київській опері проводять спецоперацію. Співробітники спецпідрозділу носять спецодяг із шевронами підрозділу КОРД.

## Аналоги
- Австрія: EKO Cobra (абр. від нім. Einsatzkommando Cobra, укр. Оперативная группа Кобра) — спеціальний підрозділ Федеральної поліції Австрії;
- Бельгія: DSU (абр. від англ. Directorate of special units, нід. Directie van de speciale eenheden, укр. Управління спеціальних підрозділів) — спеціальні підрозділи Федеральної поліції Бельгії;
- Бразилія: BOPE (абр. від порт. Batalhão de Operações Policiais Especiais, укр. Батальйон спеціальних поліцейських операцій) — спецпідрозділ військової поліції штату Ріо-де-Жанейро у Бразилії;
- Велика Британія: MO19 (абр. від англ. Specialist Firearms Command, укр. Спеціально озброєний підрозділ) — озброєний підрозділ поліції Сполученого Королівства Великої Британії та Ірландії;
- Німеччина: SEK (абр. від нім. Spezialeinsatzkommando, укр. Загін спеціального призначення) — спеціальні тактичні підрозділи Федеральної поліції Німеччини;
- Іспанія: GEO (абр. від ісл. Grupo Especial de Operaciones, укр. Спеціальна група по операціям) — спеціальний підрозділ Національного поліцейського корпусу Іспанії, призначений для виконання небезпечних операцій;
- Італія: NOCS (абр. від італ. Nucleo Operativo Centrale di Sicurezza, укр. Центральний оперативний підрозділ безпеки) — спеціальний підрозділ Державної поліції Італії для проведення операцій з високим ступенем ризику;
- Південна Корея: SOU (абр. від англ. Special Operation Unit, кор. 경찰특공대, укр. Загін спеціальних операцій) — спеціальні підрозділи, що створені при управліннях поліції в містах і провінціях Республіки Корея та контролюються Національним поліцейським агентством;
- Росія: СОБР (абр. від рос. Специальный отряд быстрого реагирования, укр. Спеціальний загін швидкого реагування) — один з федеральних і регіональних спеціальних підрозділів Федеральної служби військ національної гвардії Російської Федерації;
- США: SWAT (абр. від англ. Special Weapons and Tactics, укр. Спеціальна зброя і тактика) — спецпідрозділи в американських правоохоронних органах;
- Франція: RAID (абр. від фр. Recherche, Assistance, Intervention, Dissuasion, укр. Пошук, Допомога, Втручання, Стримування) — елітний підрозділ Національної поліції Франції;
- Японія: SAT (абр. від англ. Special Assault Team, яп. 特殊急襲部隊 (Tokushu Kyūshū Butai), укр. Спеціальна штурмова група) — спецпідрозділи при відділах громадської безпеки поліції префектур Національного поліційного агентства Японії.